# Im Siegeskranze
Im Siegeskranze ist eine historische Erzählung von Wilhelm Raabe, die vom 20. April bis 17. Juni 1866 entstand und 1869 bei Eduard Hallberger in Stuttgart erschien. 1866 war der Text in der Zeitschrift „Über Land und Meer“ beim selben Verleger abgedruckt worden. Raabe hat 1871, 1896, 1901 und 1903 Nachauflagen erlebt.
Erzählt wird eine Episode aus den Befreiungskriegen im heutigen Niedersachsen und Nordhessen. Nachdem der Geliebte den Tod fürs Vaterland gestorben ist, verliert die Braut den Verstand und stirbt ein Jahr darauf.

## Inhalt
1866 erzählt die Großmutter der Enkelin eine Geschichte, die über fünfzig Jahre zurückliegt. 1801 geboren, erlebte die Großmutter, wie 1813 die Stiefschwester Ludowike den Bräutigam verlor. Das war um die Zeit, als es mit Napoleons Königreich Westphalen zu Ende ging. Bereits im März 1813 waren die Russen vorübergehend für zwei Monate in Hamburg eingerückt. Ludowikes Bräutigam, der Leutnant Wilhelm Kupfermann, befehligt in der französischen Garnison eine Schwadron Husaren. Als die Marwitzschen Reiter aus dem Harz „herangestreift“ kommen, reitet ihnen der Leutnant mit seinen Mannen entgegen. Er will sich mit den Befreiern verbünden. Ludowike, die hohe, stolze Braut, hatte ihren Bräutigam aus freiem Willen „in den Tod für das Vaterland“ gesandt. Denn das Vorhaben des Leutnants misslingt. Ein deutscher Polizeikommisarius von Napoleons Gnaden führt Leutnant Kupfermann in Ketten ab. Der Gefangene wird in Kassel verurteilt und exekutiert.
Ludowike verwindet den Schicksalsschlag nicht. Aus ihrer Gemütskrankheit, in die sie verfällt, erwacht sie erst zur Himmelfahrt im Jahr 1814, „eine Minute vor ihrem Tod“. Zuvor werden die napoleonischen Truppen von rechtsrheinischem Boden verjagt. Der Kommisarius bekommt seine gerechte Strafe. Ludowike ist bereits seit längerem auf ärztliches Anraten im Wohnhaus der Familie eingesperrt. Als an jenem Himmelfahrtstage alle – bis auf die damals jugendliche Erzählerin – das Haus zur Siegesfeier verlassen haben, wird die Erzählerin von Ludowike beim Namen gerufen. Obwohl der Erzählerin vom Vater die Befreiung der Stiefschwester verboten wurde, schließt sie das Verlies auf. Ludowike entweicht aus ihrem düsteren Gefängnis hinaus in den Blütenmai. Die Erzählerin findet die Ermattete im Garten unter Gebüsch. Ludowike fällt die Erzählerin nicht an, sondern hält die Schwester fest an sich gedrückt und stirbt.

## Rezeption
- Nach Ehrhart[3] verarbeite Raabe zwei Schicksale – das einer Frau von Hayn und das des westfälischen Leutnants Kupfermann, der mit seinen Husaren Anfang 1813 von Wolfenbüttel aus den Preußen entgegengeritten sein soll.
- Ausgehend von Raabes Spruch: „Das Leben liegt immer hinter einem“, geht Neumann[4] bei der Besprechung der Erzählung von der Schreibauffassung dieses Autors aus: Raabe blicke stets zurück, auch wenn er scheinbar in der gerade ablaufenden Zeit – hier im Jahr 1866 – verweile.
- Meyen nennt zehn Ausgaben[5] und führt 21 Besprechungen[6] aus den Jahren 1870 bis 1970 auf.

## Ausgaben

### Erstausgabe
- Der Regenbogen. Sieben Erzählungen. Zweiter Band (von 2). 256 Seiten (enthält noch Die Gänse von Bützow und Gedelöcke). Verlag von Eduard Hallberger, Stuttgart 1869

### Benutzte Ausgabe
- Im Siegeskranze. Erzählung. Mit einem Nachwort von Georg Ehrhart. 62 Seiten. Reclam Stuttgart 1953 (RUB 7576)

### Weitere Ausgaben
- Im Siegeskranze. 64 Seiten. Verlagsanstalt Hermann Klemm, Berlin-Grunewald 1931. Kartoniert, Fraktur
- Im Siegeskranze. S. 211–251. Mit einem Anhang, verfasst von Hans Oppermann, S. 467–474 in Karl Hoppe (Bearb.), Hans Oppermann (Bearb.), Constantin Bauer (Bearb.), Hans Plischke (Bearb.): Erzählungen. Sankt Thomas. Die Gänse von Bützow. Theklas Erbschaft. Gedelöcke. Im Siegeskranze. Der Marsch nach Hause. Des Reiches Krone. Deutscher Mondschein. Vandenhoeck & Ruprecht, Göttingen 1976. Bd. 9.2 (2. Aufl., besorgt von Karl Hoppe), ISBN 3-525-20120-6 in Hoppe (Hrsg.), Jost Schillemeit (Hrsg.), Hans Oppermann (Hrsg.), Kurt Schreinert (Hrsg.): Wilhelm Raabe. Sämtliche Werke. Braunschweiger Ausgabe. 24 Bde.